# Place de la Révolution française
La place de la Révolution française (en slovène, Trg francoske revolucije) est une place située à Ljubljana, capitale de la Slovénie.

## Localisation
La place de la Révolution française est une place piétonne rectangulaire située dans le sud du centre moderne, non loin du quartier des facultés et de la  Bibliothèque nationale et universitaire. Elle s'appuie à l'ouest sur l'« artère verte » (sl) conçue par Jože Plečnik, qui part de la place du Congrès et s'étend vers le sud.

## Histoire
La place a été créée en 1793, à la suite de la démolition de la porte Križiška. Elle reçut d'abord le nom de place de la Croix, qui faisait référence à la croix des Chevaliers teutoniques, dont le monastère donnait sur la place. Elle s'est appelée ensuite (1892-1928) place Valvasor, en l'honneur de Janez Vajkard Valvasor (1641-1693), érudit autrichien qui a publié en 1689 La Gloire du Duché de Carniole, somme en 15 tomes de ce que l'on savait à l'époque sur le pays. En 1928, elle devient la place Napoléon. En 1929, la place est redessinée selon un projet de Jože Plečnik et la colonne commémorant l'époque des Provinces illyriennes de l'Empire napoléonien (1809-1813) est mise en place ; c'est à cette époque que, pour la première fois, la langue slovène a été introduite dans l'enseignement et cet événement a été important pour l'éclosion du nationalisme slovène. La place reçoit son nom actuel de place de la Révolution française en 1952.
La place a été réaménagée en place piétonne en 2002. Elle a été classée, avec le monument des Provinces illyriennes, comme monument culturel d'importance nationale de la Slovénie en 2009 et a été inscrite en 2021 sur la liste du patrimoine mondial de l'Unesco dans l'ensemble constitué sous le titre Les œuvres de Jože Plečnik à Ljubljana – une conception urbaine centrée sur l'humain.

## Architecture et monuments
La partie méridionale de la place est occupée par l'ancien monastère des Chevaliers teutoniques, avec la petite église Sainte-Marie-Auxiliatrice qui donne directement sur la place. Cet ensemble de bâtiments a été restauré et réaménagé par Jože Plečnik en 1952-1956 pour accueillir un lieu de spectacles en plein air, connu sous le nom de Križanke, et, à l'intérieur, une école de photographie et d'arts graphiques.
En face de l'extrémité orientale de la place se trouve le palais Auersperg qu'occupe le musée de la ville de Ljubljana.
Le monument des Provinces illyriennes (Ilirski steber), appelé aussi monument de Napoléon (Napoleonov spomenik), se dresse à l'extrémité ouest de la place. Œuvre du sculpteur Lojze Dolinar (1893-1970), il a la forme d'une colonne de 14 m de haut en blocs de marbre du Karst. Deux têtes en haut relief en bronze doré représentent d'un côté Napoléon et de l'autre une allégorie féminine de l'Illyrie. Au-dessous sont gravés des vers de Valentin Vodnik tirés de son poème Ilirija oživljena (« Renaissance de l'Illyrie »).
Un buste du poète slovène Simon Gregorčič (en) (1844-1906), œuvre du sculpteur Zdenko Kalin, a été installé dans la partie ouest de la place.

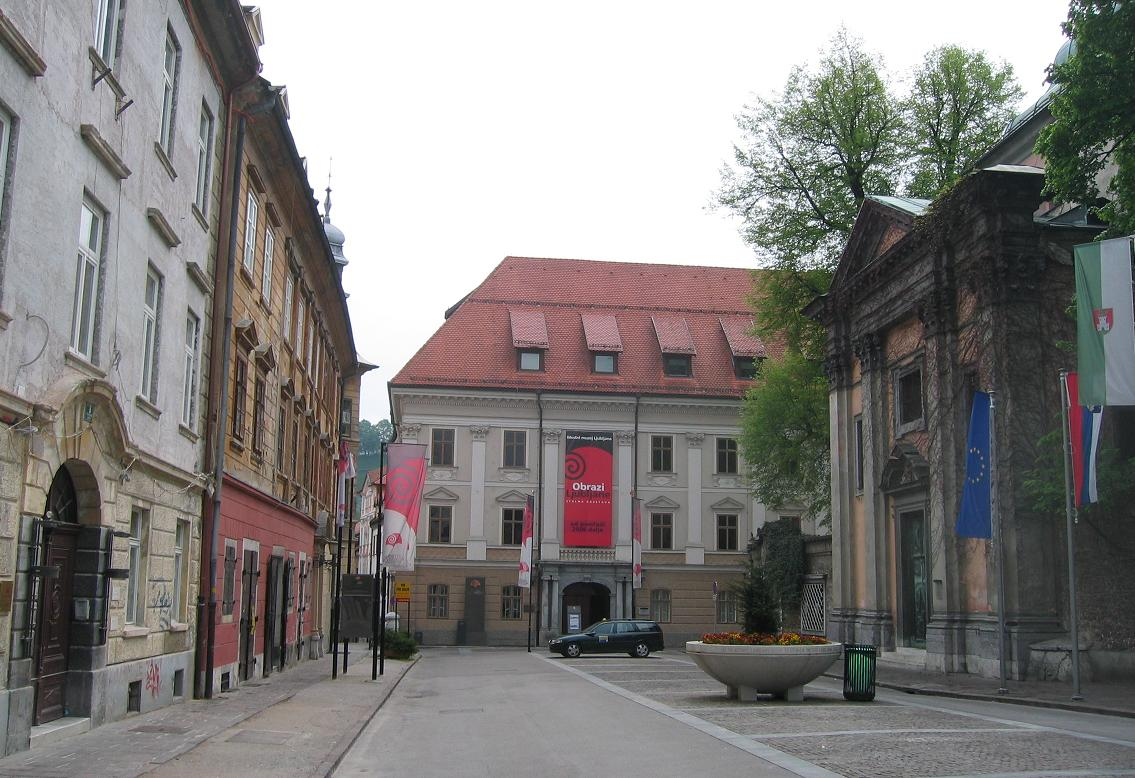
Le palais Auersperg (musée de la ville de Ljubljana) au fond.
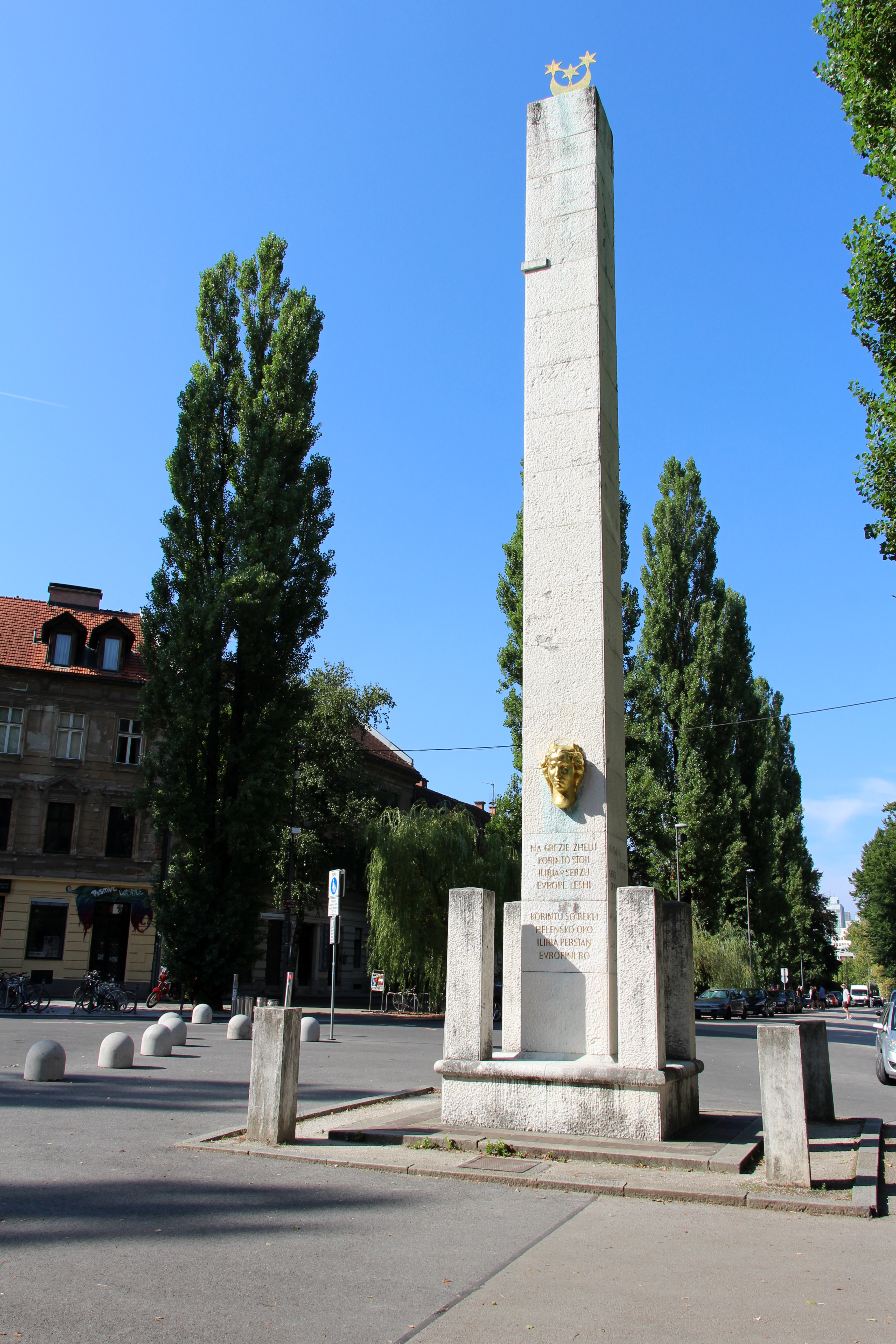
Le monument des Provinces illyriennes.